# 寺沢大介
寺沢 大介（てらさわ だいすけ、1959年6月10日 - ）は、日本の漫画家。

## 概要
兵庫県伊丹市出身。男性。甲陽学院中学校・高等学校、慶應義塾大学文学部出身。既婚者。血液型はO型。料理を扱った漫画作品が多い傾向にある。また自画像にカバの絵を用いることが多い。
デビュー時から長年にわたって講談社の少年・青年向け漫画雑誌にて執筆していたが、2009年以降は小学館の漫画雑誌にも執筆の場を広げている。小学館の漫画雑誌では、料理以外の事柄を題材にした作品を執筆している。
料理を扱った漫画が多いが、『ミスター味っ子』連載当時の単行本のコメントによると、実際に料理を作るのは苦手とのこと（現在は不明）。そばアレルギーを患っている一方で、ラーメンが好物であり、学生時代から田町駅のラーメン二郎を良く食しており、『週刊少年マガジン』1986年50号と1987年2月発売の『ミスター味っ子』第2巻、第3話「焦がしネギの風味」の扉絵にラーメン二郎のぶたダブルを描いて紹介している。

## 経歴
- 1985年、『フレッシュマガジン』にて『イシュク』でデビュー[3]。
- 1986年、『ミスター味っ子』を『週刊少年マガジン』で連載開始[4]。
- 1987年、『ミスター味っ子』がテレビ東京系でアニメ化（8クールにわたり放送）[5]。
- 1988年、『ミスター味っ子』で第12回講談社漫画賞を受賞[6]。
- 1991年、『WARASHI』を原作とした『B級ホラーWARASHI!』が円谷映像製作、TBS系でドラマ化。
- 1992年、『将太の寿司』を『週刊少年マガジン』で連載開始[7]。
- 1996年、『将太の寿司』で第20回講談社漫画賞(少年部門)を受賞[8]。同作は同年春にフジテレビ系でドラマ化[9]。
- 1999年10月11日、『将太の寿司』がテレビ東京系で単発スペシャルとして『将太の寿司 心にひびくシャリの味』のタイトルでアニメ化[10]。
- 2002年、『喰いタン』を『イブニング』３月号で連載開始（完結）[11]。
- 2003年、『ミスター味っ子II』を『イブニング』１２号で連載開始（完結）[12][13]。
- 2006年、『喰いタン』が東山紀之主演で日本テレビ系でドラマ化[14]。詳細は喰いタン (テレビドラマ)を参照。
- 2007年、『喰いタン』が第二シリーズとして再びドラマ化[14]。
- 2009年、『修理もん研究室』を『ビッグコミックオリジナル』10号で連載開始（完結）。小学館で初めて連載する。[15]
- 2011年、高橋遠州原案による『キッテデカ』を『ビッグコミック10月増刊号』で連載開始（完結）[16]。
- 2012年、『ドクターメシア』を『ビッグコミックオリジナル7月増刊号』で連載開始（完結）[17]。
- 2013年、「将太の寿司」の続編『将太の寿司2 World Stage』を『イブニング』20号で連載開始[18][19]。
- 2015年、『ミスター味っ子 幕末編』を週刊朝日増刊『真田太平記』で連載開始（完結）[20]。
- 2019年9月20日、長崎県壱岐島限定の雑誌「COZIKI」3号で新連載の「月子」を発表[21][22]。2020年3月9日には、「月子」Vol.2の載った「COZIKI」第4号が発売[23]。
- 2020年7月3日 、講談社より寺沢著「学習まんが　日本の歴史（１）」が発売される[24]。
- 2020年7月20日、回転すしチェーン「スシロー」とのコラボで、「スシロー創業祭」を記念したオリジナルマンガ「SUSHIROAD 寿司道（スシロード）」の第1話（全10話）が公開される[25]。
- 2024年12月6日、新連載マンガ「ア太郎！」がオンラインコミックサイト、COMIC MeDu (コミックめづ)で配信開始[26]。
- 2024年12月11日、寺沢がアートワークを担当し、AKIO KUMAGAIがボーカルを務めるCDシングル「Sweet Sea Love」がリリースされる[27]。

## 作品リスト
- 歌曲の王シューベルト物語 (楽聖まんがシリーズ)（1983年、協楽社、寺沢大介作画）[28]
- ミスター味っ子[29] - 『週刊少年マガジン』（1986年 - 1989年）　全19巻
  - ミスター味っ子II - 『イブニング』（2003年 - 2012年）　全13巻
  - ミスター味っ子 幕末編 - 『真田太平記』（2015年 - 2019年）　全4巻
- WARASHI - 『週刊少年マガジン』（1990年 - 1991年）　全4巻
- 将太の寿司 - 『マガジンSPECIAL』『週刊少年マガジン』（1992年 - 1997年）　全27巻
  - 将太の寿司〜全国大会編〜 - 『週刊少年マガジン』（1997年 - 2000年）　全17巻
    - 将太の寿司2 World Stage - 『イブニング』（2013年 - 2015年）　全4巻
- 喰わせモン! - 『週刊少年マガジン』（2001年）　全4巻
- 喰いタン - 『イブニング』（2002年 - 2009年）　全16巻
  - くいしんぼうたんてい せいやくん - 『たのしい幼稚園』（2007年）
1-4話まで『喰いタン』単行本に収録
- サプリビンダーズ - 『コミックボンボン』（2003年 - 2004年）、原作：広井王子　全3巻
- 知識ゼロからの寿司入門（2008年、幻冬舎、著:小原佐喜男、画:寺沢大介）
- 修理（なおし）もん研究室 - 『ビッグコミックオリジナル』（2009年 - 2010年）　全2巻
- キッテデカ - 『ビッグコミック増刊』（2011年 - 2014年）、原案：高橋遠州、全2巻
- ドクターメシア - 『ビッグコミックオリジナル増刊』（2012年 - 2013年）　全1巻
- 月子 -  『COZIKI』　(2019年- )
- SUSHIROAD 寿司道 - 『株式会社あきんどスシロー』、全10話
- 講談社　学習まんが　日本の歴史（１）　列島のあけぼの（2020年）
- ア太郎! - 『COMIC MeDu』（2024年-)、原作：赤塚不二夫、協力：フジオ・プロダクション

## アシスタント
- 寺嶋裕二